# 第7回JSLカップ
第7回JSLカップ（だい7かいJSLカップ）は、1982年（昭和57年）8月4日から8月30日に行われた日本サッカーリーグ主催の大会である。大会はJSL1部、2部に所属する全20チーム参加によるトーナメント方式で争われた。優勝は古河電気工業サッカー部であった。

## 出場クラブ

### JSL1部
- フジタ工業クラブサッカー部
- 読売サッカークラブ
- 三菱重工業サッカー部
- ヤンマーディーゼルサッカー部
- 古河電気工業サッカー部
- 本田技研工業サッカー部
- 日立製作所サッカー部
- マツダスポーツクラブ東洋工業サッカー部
- 日本鋼管サッカー部
- 日産自動車サッカー部

### JSL2部
- 新日本製鐵サッカー部
- ヤマハ発動機サッカー部
- 東芝サッカー部
- 田辺製薬サッカー部
- 富士通サッカー部
- トヨタ自動車サッカー部
- 住友金属工業蹴球団
- 帝人サッカー部
- 甲府サッカークラブ
- 埼玉教員サッカークラブ

## 試合

### 1回戦
- 古河電工 3-1 読売クラブ
- 帝人 2-1 埼玉教員
- 日立製作所 0-1 新日鉄
- フジタ工業 10-0 甲府クラブ

### 2回戦
- 三菱重工 4-1 トヨタ自動車
- 古河電工 6-1 日産自動車
- 住友金属 1-1（PK4-1）帝人
- 日本鋼管 1-1（PK5-4）富士通
- ヤマハ発動機 1-0 田辺製薬
- 新日鉄 1-1（PK3-4）東芝
- ヤンマー 1-1（PK7-6）フジタ工業
- マツダ 1-3 本田技研

### 準々決勝
- 三菱重工 3-4 古河電工
- 住友金属 0-6 日本鋼管
- ヤマハ発動機 1-0 東芝
- ヤンマー 3-0 本田技研

### 準決勝
- 古河電工 1-1（PK4-3）日本鋼管
- ヤマハ発動機 0-0（PK2-4）ヤンマー

### 決勝
| 1982年8月30日 18:45 |

| 古河電工          | 3 - 2 | ヤンマーディーゼル  |
| 吉田弘 2 菅野将晃 |       | 上西一雄 長谷川治久 |

| 静岡県草薙総合運動場球技場 |